# Inazuma Eleven GO 3: Galaxy (jeu vidéo)
 (mars 2020).
Si vous disposez d'ouvrages ou d'articles de référence ou si vous connaissez des sites web de qualité traitant du thème abordé ici, merci de compléter l'article en donnant les références utiles à sa vérifiabilité et en les liant à la section « Notes et références ».
Inazuma Eleven GO 3: Galaxy (イナズマイレブンGOゴー ギャラクシー, Inazuma Irebun Gō Gyarakushī) est un jeu vidéo de rôle et de football développé et édité par Level-5 sur Nintendo 3DS. Cet épisode s'identifie à la série anime homonyme lancée précédemment la même année, Inazuma Eleven GO: Galaxy. Il est sorti le 5 décembre 2013 au Japon. Le jeu est commercialisé en deux versions distinctes, Big Bang et Supernova.

## Synopsis
Inazuma Eleven GO 3: Galaxy est le dernier opus de la série Inazuma Eleven GO, se déroulant dans un univers où le destin de la Terre se joue à travers un tournoi de football intergalactique. Le protagoniste, Arion Sherwind, capitaine de l'équipe Earth Eleven, doit conduire son équipe à travers une compétition appelée le Grand Celesta Galaxy, qui oppose des équipes de différentes planètes. Ce tournoi est bien plus qu'un simple affrontement sportif, car une défaite pourrait entraîner la destruction de l'humanité.
L'histoire commence avec le tournoi Football Frontier International Vision 2 (FFIV2), où l'équipe du Japon, Inazuma National, doit participer. Cependant, cette équipe est composée en majorité de débutants, et seulement trois joueurs ont une expérience du football : Arion, Victor Blade et Riccardo Di Rigo. Contre toute attente, l'équipe parvient à gagner les phases de qualification en Asie, mais découvre rapidement que le FFIV2 n'est qu'une préparation pour la véritable épreuve à venir : le Grand Celesta Galaxy. Ce tournoi, organisé par des forces mystérieuses, met en jeu non seulement la gloire, mais aussi la survie de la planète Terre.
Le jeu conserve ses mécaniques de RPG et de stratégie autour des matchs de football, tout en introduisant de nouveaux personnages et défis.

## Sortie en Europe
En avril 2016, plus de deux ans après la sortie japonaise d'Inazuma Eleven GO Galaxy, les acteurs français annoncent sur les réseaux sociaux que le doublage du jeu est terminé et que sa sortie est prévue pour juin 2016, en même temps que l'Euro de football. Cependant, malgré l'annonce, aucune date de sortie ou bande-annonce n'apparaît, et même les acteurs s'inquiètent du retard, bien que le jeu soit, selon eux, prêt.
Pendant plus d'un an, aucune nouvelle ne filtre, et beaucoup pensent que Nintendo a abandonné le projet. En septembre 2017, il est révélé que la société MSC Technologies a bloqué la sortie du jeu en Europe à cause d'une plainte liée à des droits d'auteur sur le nom "Galaxy". Ce litige empêche la commercialisation en Allemagne, retardant ainsi la sortie européenne, car Nintendo attend la traduction complète pour tous les pays.
Après plusieurs années de bataille juridique, MSC Technologies retire finalement sa plainte en juillet 2018, permettant à Nintendo de relancer le processus de localisation,.
Toutefois, avec l'âge avancé de la Nintendo 3DS, des doutes subsistent quant à une sortie éventuelle du jeu en Europe, bien que certains gardent espoir après les efforts déployés par Nintendo.